# St. Pankratius (Neuenfelde)
Koordinaten: 53° 31′ 14,57″ N, 9° 48′ 38,1″ O

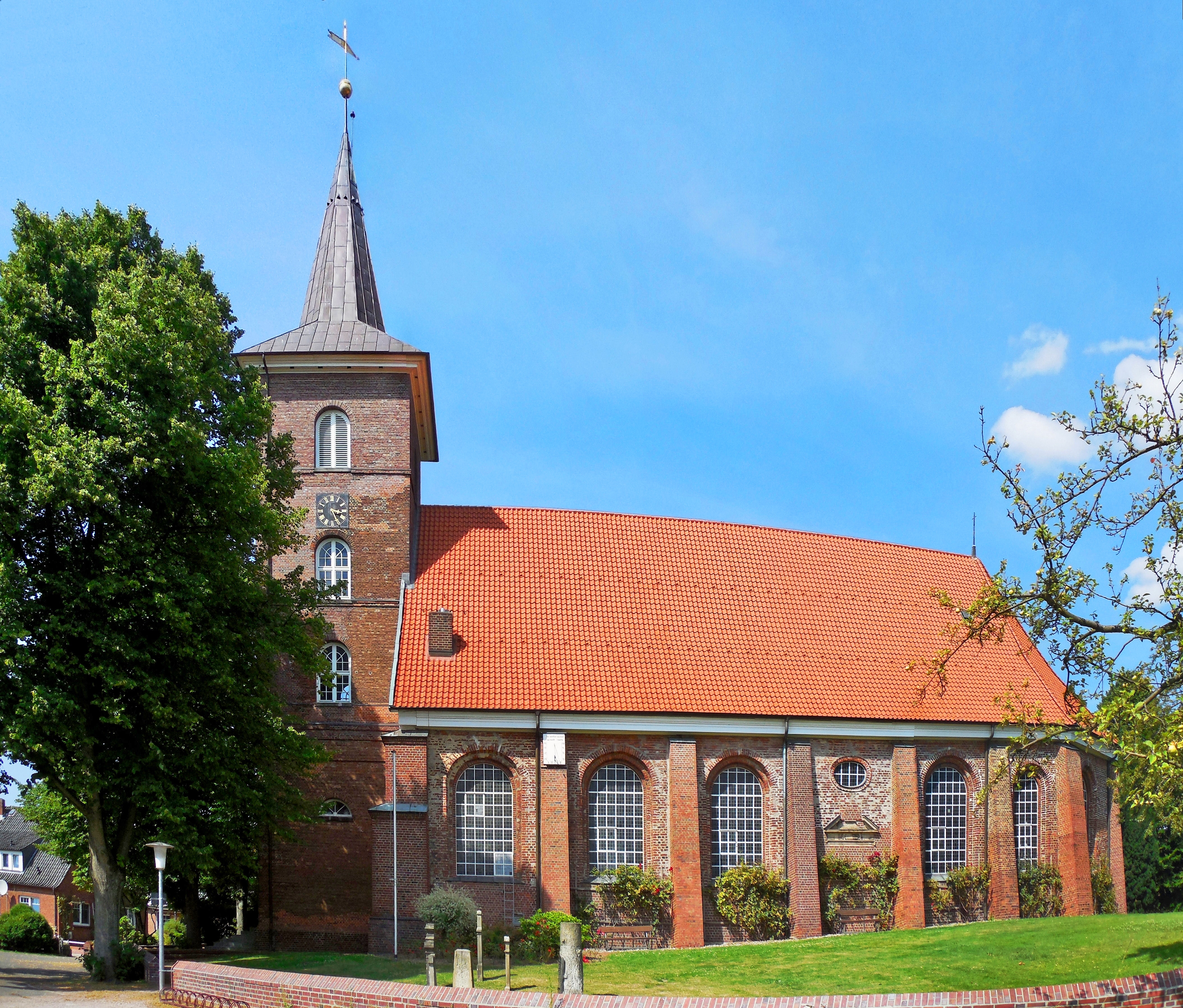
Ansicht von Süden

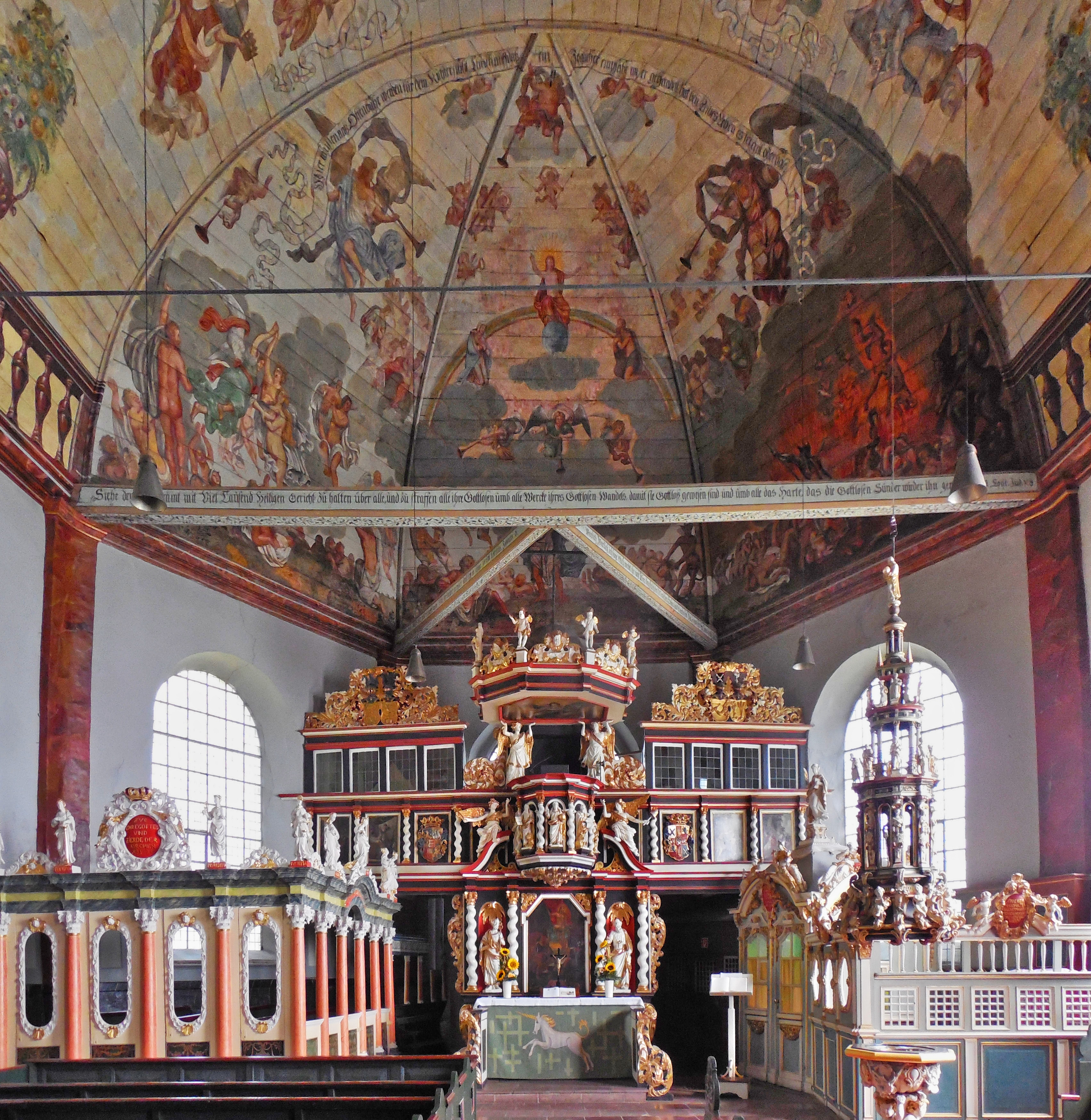
Innenraum mit Deckengemälde

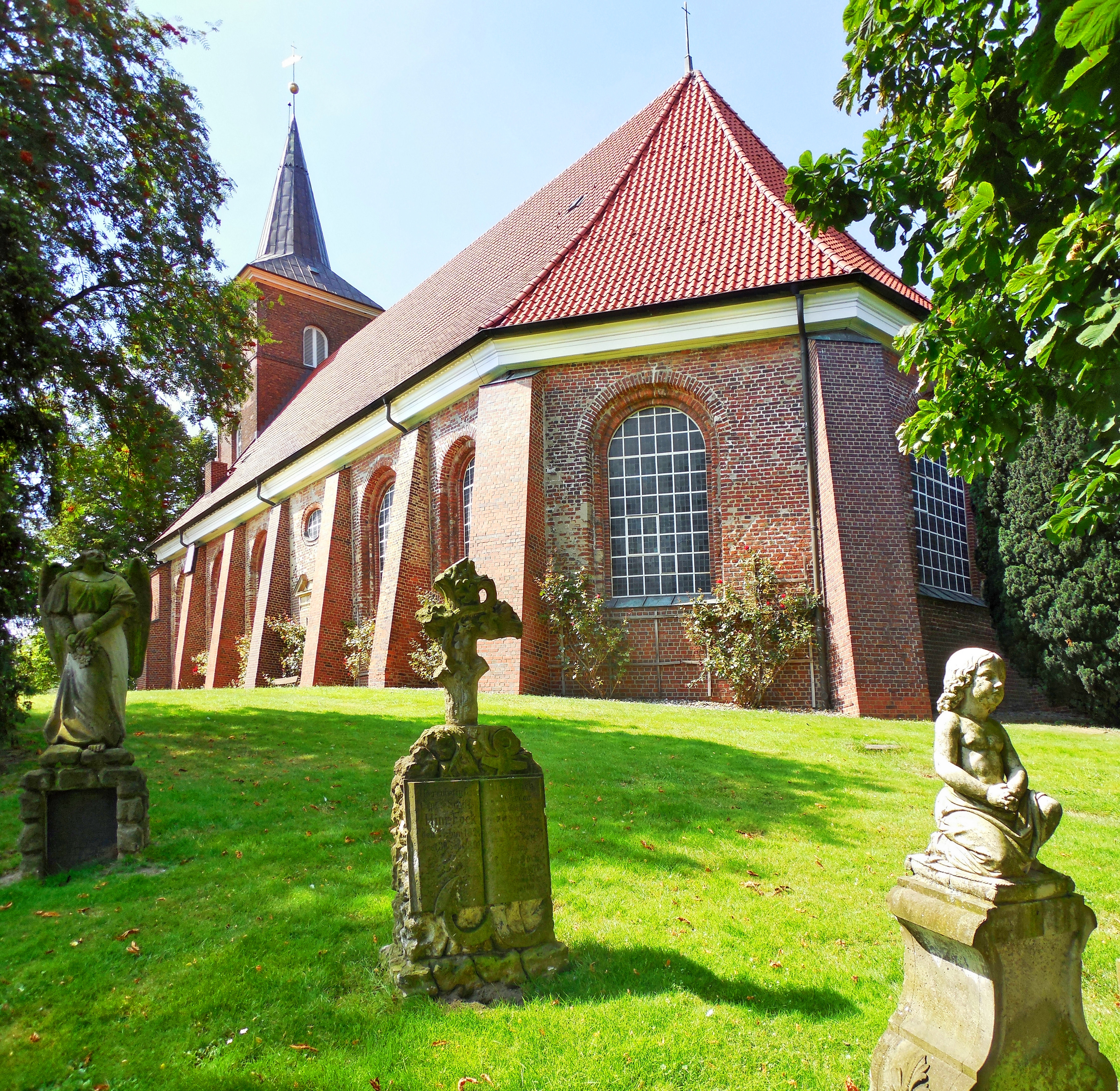
Kirchhof und Chorseite

Die evangelisch-lutherische Pfarrkirche St. Pankratius in Hamburg-Neuenfelde wurde 1682–1687 erbaut. In der Kirche ist der norddeutsche Orgelbaumeister Arp Schnitger mit Ehefrau und Tochter beigesetzt. An ihn erinnert eine Bodenplatte und sein erhaltenes Kirchengestühl südlich neben dem Kanzelkorb. Darüber hinaus ist die Kirche wegen ihrer von Schnitger erbauten Orgel sowie der bis 1731 vollendeten, einheitlichen barocken Ausstattung – u. a. mit Norddeutschlands ältestem Kanzelaltar – sehenswert.

## Baugeschichte
Die Kirche ist als Backsteinsaalbau mit einem dreiseitigen Ostschluss erbaut. Der Raum ist siebenachsig mit Eingängen im Westen und in der Querachse. Von dem Vorgängerbau ist nichts erhalten geblieben.
Nach Ende des Dreißigjährigen Krieges begann eine wirtschaftliche Blütezeit in Neuenfelde, die dazu führte, dass die ehemalige kleine Kirche durch eine neue ersetzt werden sollte. Propst Johann Hinrich von Finckh, zugleich Pastor der Kirche, übernahm die Aufgabe der Organisation des Neubaus. 1679 waren die Planungen und Genehmigungen soweit eingeholt, so dass danach mit der Mittelbeschaffung und dem Ankauf von Materialien begonnen werden konnte. Der Neubau der Kirche wurde im Jahre 1682 begonnen (Grundsteinlegung 13. Mai 1682, Kirchweihe 3. Dezember 1682). Als erstes wurde die alte Kirche abgerissen, um Platz für den Neubau zu schaffen. Der Baumeister war Matthias Wedel aus Stade, der vier Baufirmen gleichzeitig beschäftigte, um so die Bauzeit der neuen Kirche zu verkürzen. Abseits des Neubaus wurde noch der Turm der alten Kirche stehen gelassen. Dieser blieb bis zu einem Blitzschlag im Jahre 1786 erhalten. 1841 wurde an der Westfront des Neubaus der heutige, knapp 40 Meter hohe Turm erbaut.

## Ausstattung
Die Kirche und ihre Innenausstattung ist ein ausgezeichnetes Beispiel für den ländlichen Kirchenbarock im Norden von Deutschland.

### Deckenmalerei
Die Deckenmalerei aus dem Jahre 1683 stammt von Heinrich (auch Hinrich) Berichau (um 1660–1716) und  Henrich Christopher Wördenhoff aus Hamburg. Zu sehen ist ein Wolkenhimmel über seitlichen Balusterbrüstungen, in dem dekorativ angeordnet Engelpaare und Putten zu finden sind. Sie tragen Symbole und Inschriftbänder oder -kartuschen, die sich auf das religiöse Leben der Landgemeinden beziehen. Über der Altarwand ist das Weltgericht dargestellt; Christus thront auf einem Regenbogen, die Erde unter seinen Füßen; Maria und Johannes der Täufer knien als Fürbitter.

### Kanzel-Altarwand

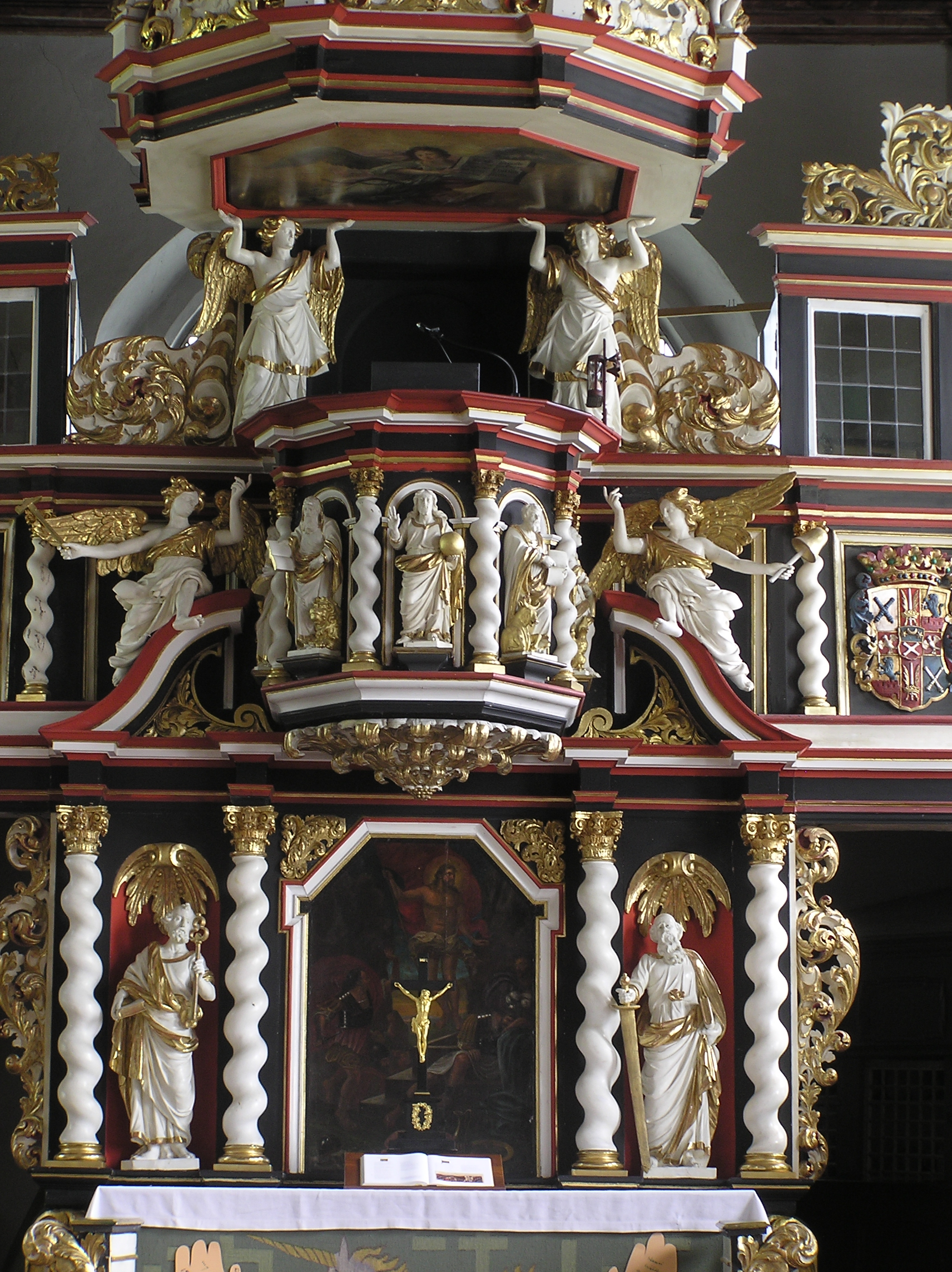
Kanzelaltar

Wird die Kirche durch den Haupteingang im Westen betreten, sieht man direkt auf die Kanzelaltarwand, die die gesamte Ostwand einnimmt. Geschnitzt wurde sie 1688 von Christian Precht aus Hamburg. Der Vorschlag zum Bau kam vom Orgelbauer Arp Schnitger, nachdem der Propst Johann Hinrich von Finckh keine geeignete Kanzel gefunden hatte. In der hervortretenden Mitte der Wand befindet sich der Kanzelkorb. Die Wand ist reich verziert mit Figuren und Bildern. Der Kanzelkorb ist umgeben mit Figuren des Christus, der die Weltkugel hält, und der vier Evangelisten. Links und rechts der Kanzel sind die Wappen des Grafen Otto Wilhelm von Königsmarck und seiner Gemahlin, der Prinzessin Catharina Charlotta De la Gardie angebracht. Diese sind als Dank für die Hilfe beim Bau zu sehen. Die vier Bilder in der Waagerechten zeigen die Geburt Christi und Anbetung durch die Hirten, die Darstellung im Tempel, die Taufe Jesus im Jordan und Jesus im Gespräch mit der Samariterin am Jakobusbrunnen.

### Empore
Die zweigeschossige Empore befindet sich im westlichen Teil der Kirche. Der untere Teil wurde 1682 zusammen mit den Brüstungsgemälden, die Christus und die 12 Apostel zeigen, errichtet. Der obere Teil wurde 1688 im Zusammenhang mit dem Einbau der Orgel von Arp Schnitger fertiggestellt.

### Orgel von Arp Schnitger
Das berühmteste Kunstwerk dieser Kirche ist die barocke Orgel des norddeutschen Orgelbauers Arp Schnitger. Dieser erhielt den Auftrag für den Bau der Orgel 1683 und stellt die Orgel 1688 fertig. Die Orgel ist besonders hoch in der Kirche angebracht worden. Bei Reparaturen im 18. und 19. Jahrhundert wurde sie dem zeitgenössischen Geschmack angepasst, wodurch der ursprüngliche Klang verloren ging. Durch Gutachter wurde im Jahr 1911 festgestellt, dass die Orgel abgerissen und neu gebaut werden müsste. Zu diesem Zeitpunkt fehlte der Kirchengemeinde jedoch das Geld. In den zwanziger Jahren des 20. Jahrhunderts wuchs das Verständnis für die Orgel und ihren kulturellen Wert.

### Taufbecken

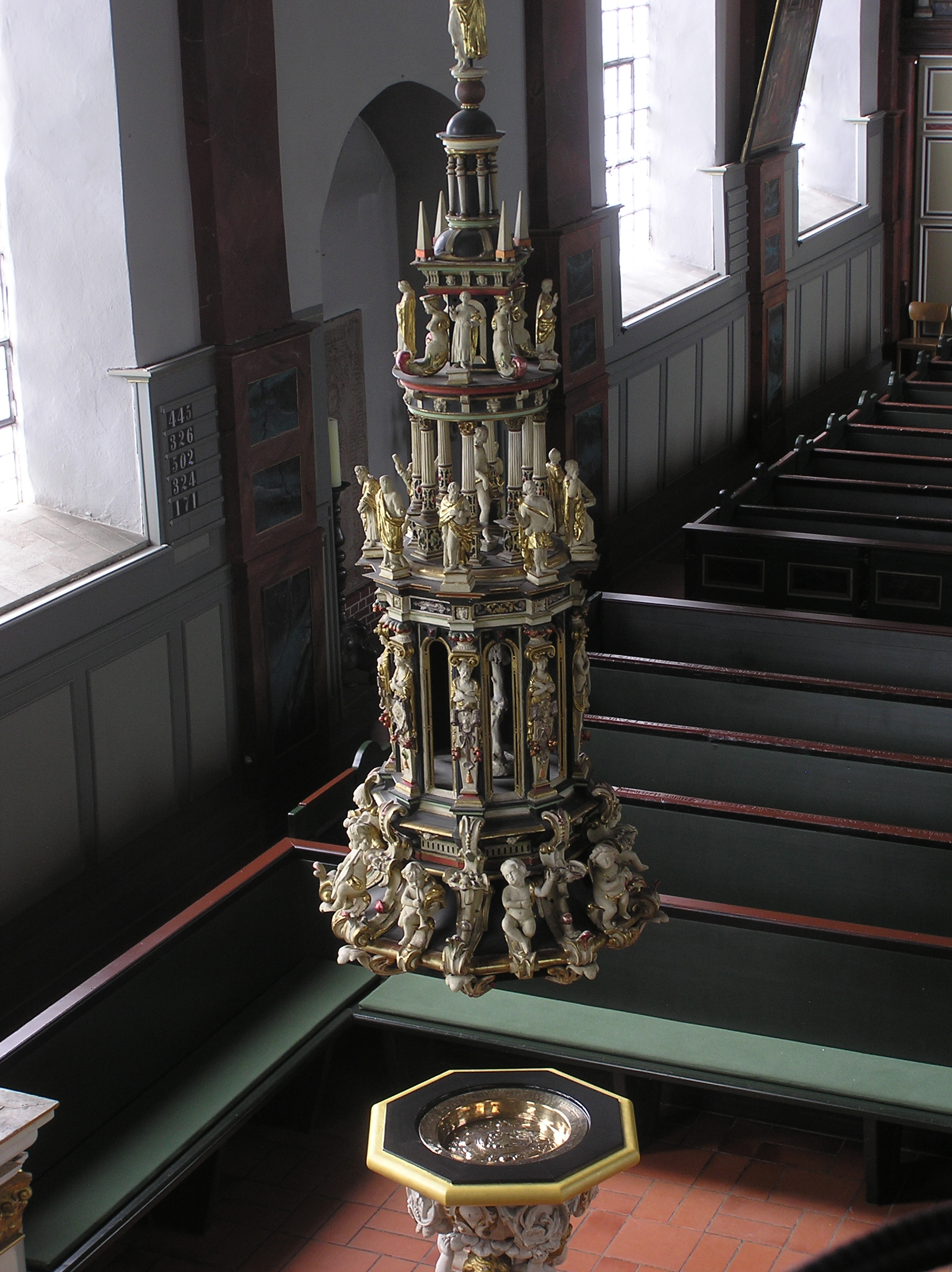
Taufbecken mit Deckel

Das Taufbecken von 1683 steht im östlichen Teil der Kirche und besteht aus Sandstein. Das Becken wird von vier Putten gehalten. Der Deckel des Taufbeckens besteht aus Holz (vor 1620), verziert mit geschnitzten Figuren.

### Übrige Ausstattung
Des Weiteren beheimatet die Kirche ein Ganzfigurenporträt des Propste Johann Hinrich von Finckh, mehrere ebenerdige Logen aus dem 17. und frühen 18. Jahrhunderts, einen Beichtstuhl aus dem Jahre 1730, flämische Messingkronleuchter, die Grabplatte eines katholischen Geistlichen aus dem Jahre 1503, ein romanisches Weihwasserbecken (schlichter achteckiger Granitblock), ein Torhäuschen am Eingang des Friedhofs und eine Herrschaftsloge von 1731.

### Glocken
Im Kirchturm befinden sich zwei Glocken aus Bronze:
- Die große Glocke wurde 1954 in der Glocken- und Kunstgießerei Rincker gegossen. Sie wiegt etwa 2300 kg und klingt mit dem Schlagton c'.
- Die kleine Glocke wurde 1786 von einer Familie Bieber gegossen. Sie wiegt etwa 1100 kg und klingt mit dem Schlagton es'.

## Nachweise
1. ↑  Hamburg Neuenfelde: St.Pankratius auf youtube.com